# خايرو خيمينيز
خايرو خيمينيز (بالإسبانية: Jairo Jiménez)‏ (7 يناير 1993 ببنما في بنما - ) هو لاعب كرة قدم بنمي في مركز الوسط. شارك مع منتخب بنما تحت 20 سنة لكرة القدم ومنتخب بنما لكرة القدم. أما مع النوادي، فقد لعب مع Club Deportivo Universitario ‏ وElche CF Ilicitano ‏.

## وصلات خارجية
- خايرو خيمينيز على موقع إي إس بي إن إف سي (الإنجليزية)
- خايرو خيمينيز على موقع قاعدة بيانات كرة القدم.إي يو (الإنجليزية)
- خايرو خيمينيز على موقع ناشيونال فوتبول تيمز (الإنجليزية)
- خايرو خيمينيز على موقع Soccerbase.com (لاعب) (الإنجليزية)
- خايرو خيمينيز على موقع Soccerway.com (الإنجليزية)
- خايرو خيمينيز على موقع عالم كرة القدم.نت (الإنجليزية)